# سید عبدالکریم هاشمی
سید عبدالکریم هاشمی یک سیاستمدار اهل افغانستان است. وی والی سابق ولایت لوگر است که او از دسامبر ۲۰۰۵ (میلادی) تا ژوئیه ۲۰۰۷ (میلادی) خدمت کرده‌است.